# Serrat de les Llebres
El Serrat de les Llebres és una serra situada al municipi de Ger, a la comarca de la Baixa Cerdanya, amb una elevació màxima de 1.600 metres.